# Aaron Clayworth
Aaron Clayworth (* 21. März 1985 in Perth, Western Australia) ist ein ehemaliger australischer Eishockeyspieler, der für verschiedene Klubs  in der Australian Ice Hockey League spielte.

## Karriere
Aaron Clayworth begann seine Laufbahn als Eishockeyspieler in England bei den Milton Keynes Kings, für die er in der englischen U19-Liga aktiv war. Nachdem er in den Folgejahren bei den australischen Nachwuchsteams Adelaide Blackhawks und den Perth Hawks spielte, stand Clayworth von 2007 bis 2012 bei den Canberra Knights in der Australian Ice Hockey League auf dem Eis. Während der spielfreien Zeit im Südhalbkugelsommer 2007/08 spielte er zudem für Forssan Palloseura in der Suomi-sarja, der dritthöchsten Spielklasse Finnlands. Als die Canberra Knights nach der Spielzeit 2012 den Spielbetrieb aus finanziellen Gründen einstellen mussten, unterbrach Clayworth seine Karriere zunächst. In den Spielzeiten 2014 und 2015 spielt er für CBR Brave, den im Vorort Phillip beheimateten Nachfolgeverein der Knights, wieder in der Australian Ice Hockey League und war dort 2015 auch Assistenztrainer. Nach dieser Spielzeit beendete er seine Karriere.

### International
Für Australien nahm Clayworth im Juniorenbereich an der U20-Junioren-Weltmeisterschaft der Division III 2004 und der U20-Junioren-Weltmeisterschaft der Division II 2005 teil. Bei der U20-WM 2004 gelang ihm mit seiner Mannschaft der Aufstieg in die Division II.
Im Seniorenbereich stand er im Aufgebot seines Landes bei den Weltmeisterschaften der Division II 2007, 2008 und 2011 sowie der Division I 2012.

## Erfolge und Auszeichnungen
- 2004 Aufstieg in die Division II bei der U20-Weltmeisterschaft der Division II
- 2008 Aufstieg in die Division I bei der Weltmeisterschaft der Division II, Gruppe B
- 2011 Aufstieg in die Division I bei der Weltmeisterschaft der Division II, Gruppe A

## AIHL-Statistik
Stand: Ende der Saison 2015